# Ice La Fox
Ice La Fox, née le 28 février 1983 à Miami en Floride, est une actrice pornographique américaine.

## Biographie
Ice la Fox est née à Miami, en Floride, elle grandit à Los Angeles, en Californie. C'est une star du porno de deuxième génération : sa mère Angela DeAngelo est une ancienne actrice et réalisatrice pornographique.
Fox a commencé à jouer dans des films pour adultes en 2001 sous le nom d'Ice D'Angelo mais elle a changé de nom pour Ice La Fox afin de ne pas être confondue par sa mère. Elle a fait des apparitions dans des scènes interraciales, lesbiennes et anales.
Tout au long de sa carrière, elle a posé comme modèle pour des sites d'adultes et fait la une des couvertures de magazines comme par exemple le magazine Taboo en mars 2005.
En 2004, elle est nommée pour être le Most Valuable Pornstar (MVP) par le Adult Video Review cyberespace.
Récompenses
- 2007 AVN Award - Best Oral Sex Scene, Film  Fuck (avec Eric Masterson, Tommy Gunn, Marcus London (en) & Mario Rossi)

Nominations
- 2004 AVN Award  Best All-Girl Sex Scene, Video - Hustlaz: Diary of a Pimp (avec Mia Smiles (es), Holly Hollywood & Dee)
- 2004 CAVR Award - MVP of the Year
- 2007 AVN Award  Best Sex Scene Coupling, Video - Darker Side of Sin 3 (avec Tyler Knight (en))
- 2007 FAME Award - Favorite Ass
- 2013 AVN Award  Best Oral Sex Scene - Rack City XXX (avec Havana Ginger (es))

## Filmographie sélective
- 2013 : Black and Tan
- 2012 : Bootyfull 3
- 2011 : All Girl Revue 11
- 2010 : The Art of Suckin' 1
- 2009 : Ass Parade 20
- 2008 : Whole Lotta Azz 5
- 2007 : Motown MILFs
- 2006 : Latina Crack Attack
- 2005 : She Got Ass 9
- 2004 : No Man's Land Latin Edition 4
- 2003 : No Man's Land Latin Edition 3
- 2002 : Latin Extreme
- 2001 : Black Dicks in White Chicks